# Gräfelfing
Gräfelfing este o comună din districtul München, landul Bavaria, Germania.

## Date geografice și demografice

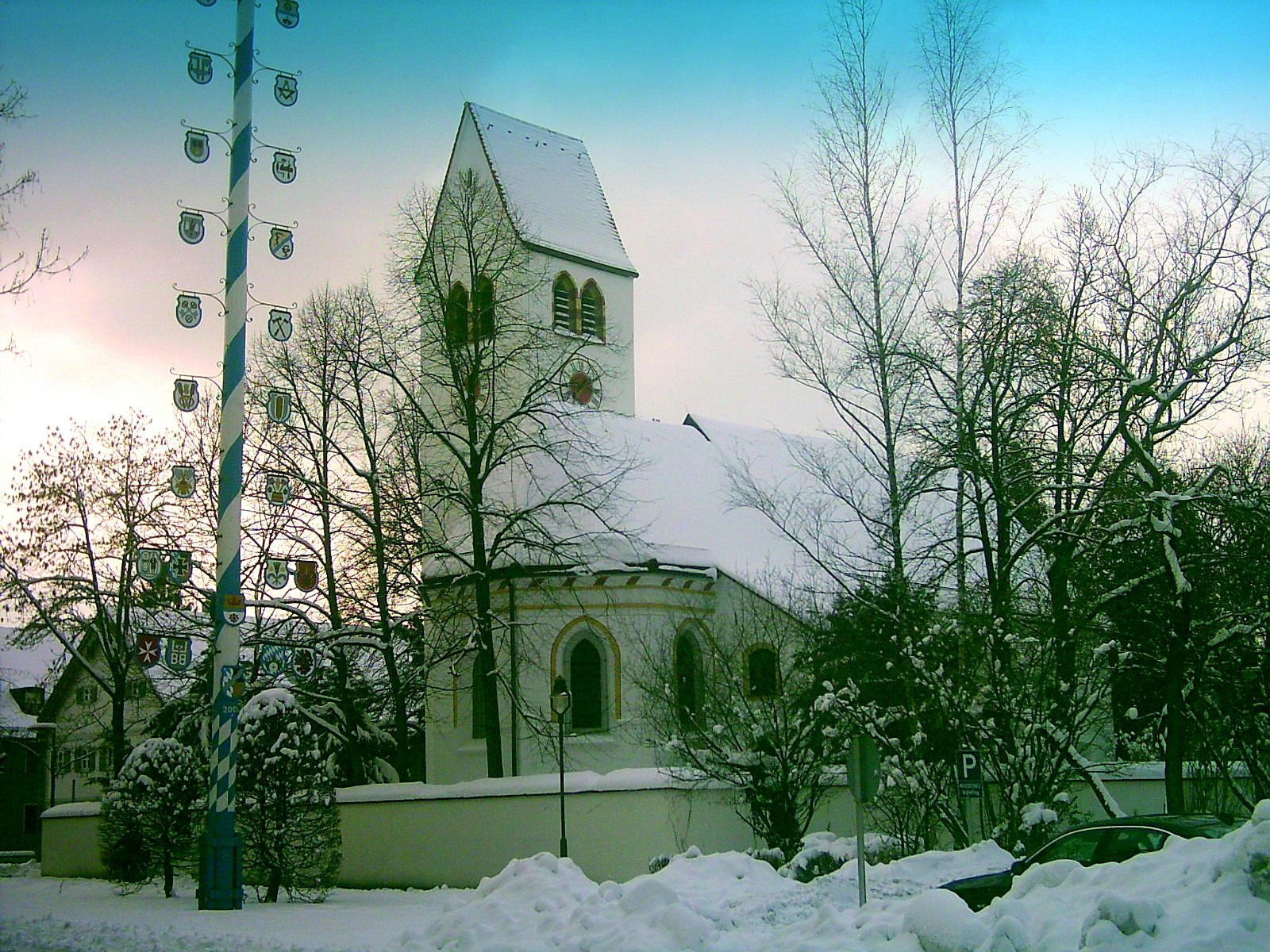
Gräfelfing
(Biserica Sf.Stephanus)